# Волиняк Петро
Петро Волиняк (справжнє ім'я — Петро Кузьмович Чечет; * 1907, село Гульськ, Новоград-Волинський повіт, Житомирська область — † 29 грудня 1969, Торонто) — активний діяч української громади в Канаді, дослідник історії української еміграції в Канаді, автор п'яти підручників для українських шкіл у Канаді.

## Біографія
Після закінчення семирічної і землевпорядної шкіл він навчався на філологічному факультеті Ташкентського університету та в Інституті лінгвістичної освіти в Києві. На початку 30-х рр. 20 століття, позначених піднесенням національно-культурного руху українців, що проживали компактними групами на теренах СРСР, поїхав на Кубань викладати в школі української станиці Новомалоросійської мову та літературу. У 1933 р., коли розпочалися переслідування активних діячів і прихильників політики українізації, Петра Волиняка було заарештовано в його рідному селі Гульськ і вислано на три роки на будівництво Біломорсько-Балтійського каналу. Після звільнення з табору працював на різних роботах, вчителював. Писати почав у 1930-х рр., публікувався в журналах «Життя і революція», «Молодий більшовик», «Червоний шлях».
У 1945 р. Петро Волиняк емігрував до Австрії. Відкрив своє видавництво «Нові дні», в якому виходили однойменний тижневик, щоденна газета «Останні новини», місячник «Литаври». Там же написав і видав історичний нарис «Кубань — земля українська, козача». У 1948 р. переїхав до Канади. Спочатку працював у газеті «Гомін України», невдовзі відновив своє видавництво. У 1950 р. вийшов перший номер журналу «Нові дні», незмінним видавцем, редактором і автором якого Петро Волиняк був до кінця життя.
Чимало уваги Петро Волиняк приділяв забезпеченню українських шкіл у Канаді якісними підручниками, значна кількість яких була надрукована в його власній друкарні. Брав найактивнішу участь в обговоренні шкільних справ, викладав в українських школах, керував курсами українознавства при кафедрі св. Володимира в Торонто.
Петро Волиняк завжди сповідував необхідність культурних, наукових, мистецьких та інших зв'язків із землею батьків, пропонуючи «людське, тепле ставлення до людей з України не тільки з національної солідарності чи гуманності, а й на основі реально тверезої оцінки ситуації і шансів для визвольної боротьби».
Помер і похований у Торонто.

## Вшанування пам'яті
В Новограді-Волинському на честь Петра Волиняка названо вулицю та 3 провулки.